# Trentepohlia (Trentepohlia) pictipennis
Trentepohlia (Trentepohlia) pictipennis is een tweevleugelige uit de familie steltmuggen (Limoniidae). De soort komt voor in het Oriëntaals en Australaziatisch gebied.